# Donjon van Huriel
De Donjon van Huriel (Frans: Donjon d'Huriel) is een overblijfsel van het oude versterkte kasteel van de heren van Huriel in het Franse departement Allier. De donjon was tot het midden van de afgelopen eeuw met een gracht omgeven. Van de oorspronkelijke vier cilindrische torens zijn er slechts twee blijven bestaan. De bouw is aan het einde van 11e eeuw begonnen en duurde, mede door het gebruik van het harde graniet uit het gebied, tot het einde van 12e eeuw. De donjon heeft een totale hoogte van 33 meter en heeft een rechthoekige basis van 12 bij 10 meter, wat vrij zeldzaam is in Frankrijk. De muren hebben een dikte van 2,30 m aan de basis en 1 m aan de top van de donjon. Boven de overwelfde kelder bevinden zich in de donjon vijf zalen boven elkaar. 
In de loop van de jaren en met de veranderingen van eigenaren, zijn de ruimtes en de bijgebouwen van het kasteel verlaten, waardoor het langzaam in verval raakte. Tussen 1779 en 1845 werden de grachten gedempt, waardoor een dodelijke koorts vat kon krijgen op de inwoners van het kasteel. De gemeente kocht in 1879 de donjon. In 1903 begonnen de werkzaamheden van restauratie waarbij het dak aan vier zijden (aangezien hen onderhoud verre van consequent was) zou verdwijnen en werd vervangen door een terras. Tevens werd een trap aan de noordzijde van de donjon geplaatst, zodat er een betere toegang tot de zalen ontstond.